# Матвеев, Олег Владимирович
Оле́г Влади́мирович Матве́ев (род. 12 декабря 1965; Стерлитамак, Башкирская АССР, СССР) — российский историк, специалист по истории Кубани и кубанского казачества. Доктор исторических наук, профессор. Профессор кафедры истории России Кубанского государственного университета, главный научный сотрудник Научно-исследовательского центра традиционной культуры Государственного научно-творческого учреждения «Кубанский казачий хор». Один из авторов «Большой Российской энциклопедии».

## Биография
В 1985 году окончил Стерлитамакский технологический техникум по специальности «Электроаппаратура бытового назначения».
В 1985―1987 годах проходил службу в Советской армии.
По окончании службы в том же 1987 году поступил на исторический факультет Кубанского государственного университета, который с отличием окончил в 1992 году.
В 1996 году в КубГУ защитил диссертацию на соискание учёной степени кандидата исторических наук по теме «Кавказская война на Северо-Западном Кавказе и её этнополитические и социокультурные последствия» (специальность 07.00.02 — Отечественная история).
В 2009 году в Ставропольском государственном университете защитил диссертацию на соискание учёной степени доктора исторических наук по теме «Историческая картина мира кубанского казачества (конец XVIII ― начало XX вв.): особенности военно-сословных представлений» (специальность 07.00.02 — Отечественная история). Научный консультант — доктор исторических наук, профессор В. Н. Ратушняк. Официальные оппоненты — доктор исторических наук, профессор Т. А. Невская, доктор исторических наук, профессор Н. Н. Великая и доктор исторических наук, профессор Е. С. Сенявская. Ведущая организация — Южный научный центр РАН.
Был первым редактором возрождённого в 2006 году «Кубанского сборника» (т. 1―2, 4), а также научным редактором ежегодника «Мир славян Северного Кавказа» (Вып. 1―7). Соавтор ряда учебных пособий по истории Кубани.
Является сопредседателем (совместно с Э. Г. Вартаньян) на факультете Центра славянских исследований Кубанского государственного университета, а также главным научным сотрудником Научно-исследовательского центра традиционной культуры Государственного научно-творческого учреждения «Кубанский казачий хор».
Автор большого количества научных монографий и статей в различных сборниках и реферируемых периодических изданиях, а также соавтор ряда учебных пособий по истории Кубани.

## Награды
- Знак «300 лет кубанскому казачеству» (1996)
- Крест «За заслуги перед кубанским казачеством» (2005)
- Крест «20 лет возрождения Кубанского казачества» (2010)
- Медаль Главы администрации Краснодарского края «Антон Головатый»
- Медаль Кавказской Академии «200 лет со дня вхождения Абхазии в состав Российской Империи» (2012)
- Медаль Института политических и социальных исследований Черноморско-Каспийского региона «В память 200-летия подписания мирного договора между Россией и Персией» (2013)
- Медаль ГБНТУ Кубанский казачий хор «200 лет Кубанскому казачьему хору»

Также имеет грамоты Главы администрации Краснодарского края, Генерального директора департамента науки и образования администрации Краснодарского края, атамана Кубанского казачьего войска, атамана Донского казачьего войска и др.

## Научные труды

### Монографии
- Дубровин Николай Фёдорович (1837—1904): Российские исследователи Кавказа [Вып. 4. Армавир, 1994. 18 с.]
- Слово о кубанском казачестве [Краснодар, 1995. 342 с.]
- Форменная одежда казаков-линейцев Кубани (конец XVIII в. — 1860 г.) [Краснодар-Армавир, 1995. 84 с.]
- История Кубани в датах: Материалы к хронологии Кубани [Краснодар. 1996. 66 с.] — в соавторстве с В. Н. Ратушняком, О. В. Ратушняком, И. И. Марченко, Ю. А. Болдыревым, Б. Е. Фроловым.
- Казаки Средней Кубани [Армавир, 1996. 32 с.] — в соавторстве с Н. Н. Великой и В. Б. Виноградовым.
- Василий Александрович Потто. Российские исследователи Кавказа [Вып.17. Армавир-Краснодар, 1997. 20 с.]
- Кубанское казачество: три века исторического пути // Отечественная история. [1997. № 6] — совместно с О. В. Ратушняком.
- Очерки истории форменной одежды кубанских казаков (конец XVIII в. — 1917 г.) [Краснодар, 2000. 236 с.] — в соавторстве с Б. Е. Фроловым.
- Враги, союзники, соседи: Этническая картина мира в исторических представлениях кубанских казаков [Краснодар, 2002. 120 с.]
- Этнические миграции на Кубани в контексте региональной безопасности: уроки истории и современность [Краснодар, 2002. 20 с.]
- Казачество. Энциклопедия [М., 2003. 400 с.] — в соавторстве.
- Модель исторической картины мира кубанского казачества [Краснодар, 2003. 78 с.]
- Этнические миграции на Кубани: История и современность [Краснодар, 2003. 200 с.] — в соавторстве с В. Н. Ракачёвым и Д. Н. Ракачёвым.
- Герои и войны в исторической памяти кубанского казачества [Краснодар, 2003]
- В вечное сохранение и напоминание славных имён… (к 100-летию пожалования Вечных шефов первоочередным полкам Кубанского казачьего войска) [Краснодар, 2005] — в соавторстве с Б. Е. Фроловым.
- Страницы военной истории кубанского казачества [Краснодар, 2007] — в соавторстве с Б. Е Фроловым.
- Кубановедение от А до Я: Энциклопедия / Под ред. В. Н. Ратушняка [Краснодар, 2008] — в соавторстве.
- История Кубани с древнейших времён до конца XX века: в 2 ч. Краснодар, 2011. — в соавторстве.
- Историческая картина мира кубанского казачества (конец XVIII — начало XX в.): категории воинской ментальности [Краснодар, 2005]
- Из исторического и военно-культурного наследия казачества Кубани [Краснодар, 2011]
- Страницы истории кубанского нотариата [Краснодар, 2012]
- Страницы истории кубанского нотариата [Краснодар, 2012. 200 с.]
- Боевая слава кубанского казачества: от Березани до Сарыкамыша: вопросы военной истории казачества Кубани конца XVIII — начала XX столетия [Краснодар: Традиция, 2012. — 456 с.] ISBN 978-5-91883-072-7 — в соавторстве с Б. Е. Фроловым.

### Учебные пособия
- Отечественная история Х — начала XX в.: Материалы к практическим занятиям [Краснодар, 1998. 47 с.] — в соавторстве с А. П. Трухановичем, Л. М. Галутво, Г. Н. Шевченко, В. Н. Ратушняком.
- Этнические миграции на Кубани: история и современность. Программа курса [Краснодар, 2002. 52 с.] — в соавторстве с В. Н. Ракачёвым и В. Н. Ратушняком.
- История Кубани с древнейших времён до конца XIX века: Учебник для высших учебных заведений [Краснодар, 2004] — в соавторстве.
- История кубанского казачества: Учебник для 5 класса учреждений дополнительного образования детей и классов казачьей направленности образовательных учреждений Краснодарского края [Краснодар, 2007. 160 с.]
- История Кубанского казачества: Учебник для 8 класса [Краснодар: Традиция, 2009. 256 с.]
- История и культура кубанского казачества: Образовательная программа элективного курса [Краснодар: Традиция, 2010. 68 с.] — совместно с О. В. Ратушняком.

### Статья
- Казачество в истории России // Отечественная история [1994. № 6] — в соавторстве с О. В. Ратушняком.
- Кубанское казачество: три века исторического пути // Отечественная история [1997. № 6] — в соавторстве с О. В. Ратушняком.
- Краснодар : [арх. 9 декабря 2022] / Матвеев О. В. // Конго — Крещение. — М. : Большая российская энциклопедия, 2010. — С. 600. — (Большая российская энциклопедия : [в 35 т.] / гл. ред. Ю. С. Осипов ; 2004—2017, т. 15). — ISBN 978-5-85270-346-0.